# Cotonificio Rodolfo Crespi
Il Cotonificio Rodolfo Crespi è stata un'azienda tessile con sede nel quartiere Mooca a San Paolo del Brasile. Fu fondata nel 1897 da Rodolfo Crespi, un imprenditore originario di Busto Arsizio ed emigrato in Brasile nel 1893 insieme a Enrico dell'Acqua. Crespi importò dall'Italia alcuni telai e ne acquistò altri a San Paolo. L'azienda era molto vicina a un albergo, oggi sede del Memoriale dell'immigrato, destinato ad ospitare gli immigrati per alcuni giorni dopo il loro arrivo in Brasile, e per questo fu una delle prime aziende in cui immigrati e oriundi cercavano lavoro.
L'azienda possedeva oltre 14.000 fusi e 500 telai ed era suddivisa nei reparti di filatura, tessitura, tintura e lavoro a maglia. Ogni mese l'azienda consumava 3000 cavalli vapore di energia elettrica e 200 tonnellate di petrolio che veniva usato come combustibile nelle caldaie che funzionavano 24 ore al giorno.
Fu una delle prime aziende, nel 1914, a ricevere energia elettrica (400 CV) dalla São Paulo Tramway, Light and Power Company e in contemporanea dalla Indústrias Reunidas Fábricas Matarazzo (500 CV) e dalla Companhia Antártica Paulista.
Nel 1898, tra rua dos Trilhos, rua Taquari, rua Visconde de Laguna e rua Javari (dove oggi sorge un negozio della catena Hipermercados Extra) iniziò la costruzione di un imponente edificio su tre piani e di quasi 50.000 m² su un terreno di 30.000 m² che avrebbe ospitato il Cotonificio Crespi. Progettato dall'architetto veneto Giovanni Battista Bianchi, divenne un importante patrimonio culturale dei primi anni dell'era industriale di San Paolo per la sua architettura; fu sede, nel 1917, di uno dei primi scioperi, nonché il più violento della storia del Brasile.
Il 20 aprile 1924 i dipendenti e alcuni dirigenti del Cotonificio fondarono il Clube Atlético Juventus, inizialmente con il nome Extra São Paulo, poi rinominato in onore della fede calcistica di Rodolfo Crespi, tifoso della Juventus.
Il 22 luglio 1924, durante la rivolta paulista, l'edificio fu colpito da un violento bombardamento aereo delle forze lealiste federali e venne quasi totalmente distrutto.
Dopo un grande periodo di prosperità, l'azienda iniziò ad incontrare delle difficoltà nel 1950 a causa dei macchinari diventati obsoleti: chiuse definitivamente nel 1963.